# ARA 9 de Julio (1893)
El 9 de Julio fue un crucero acorazado que sirvió en la Armada Argentina.

## Historia
En 1890 el gobierno argentino encabezado por el presidente Miguel Juárez Celman decidió la adquisición de nuevos crucero ante la conflictiva situación con Chile por las disputas respecto de la aplicación del Tratado de 1881.
De acuerdo a sus instrucciones, el representante argentino ante el Reino Unido, doctor Luis L. Domínguez, firmó un contrato de £ 260.000 (1.310.410 m$n oro) con los astilleros W. Armstrong, Michel & Co., en Newcastle-on-Tyne, Inglaterra, para la construcción de un crucero de 3500 toneladas de desplazamiento que fue denominado 25 de Mayo.
Ese mismo año el ministro Luis L. Domínguez acordó con Armstrong la compra por £ 293.000 de un nuevo crucero de 3575 toneladas de desplazamiento, similar al 25 de Mayo pero aprovechando para su construcción las experiencias adquiridas de su uso.
Se trataba de un buque de vapor con casco de acero y un blindaje de 127 mm (cinturón). Tenía una eslora de 113.50 m, 16.10 m de manga, 7.92 m de puntal y un calado medio de 5.60 m. Era impulsado por 2 máquinas verticales de 4 cilindros alimentadas por 8 calderas que proporcionaban una potencia de 17.000 HP que le permitían alcanzar una velocidad máxima de 22 nudos y de crucero de 10 nudos. Tenía una capacidad de 770 t de carbón que le aseguraban una autonomía de 4872 millas.
Montaba 4 cañones Armstrong de 150 mm (tres a proa y uno a popa) y otros 8 de 120 mm (4 por banda). Sumaba 12 cañones de tiro rápido de 37 mm Hotchkiss. Completaban su armamento 5 tubos lanzatorpedos para torpedos de 5 m de largo y 0.550 de diámetro.
Construido bajo la inspección del jefe de la Comisión Naval en Londres comodoro Enrique Guillermo Howard, fue puesto en gradas en 1891 y el 15 de octubre de ese año se colocó su quilla. Ya a punto de ser botado, arribó la tripulación y oficialidad a bordo del Almirante Brown y del 25 de Mayo. La nueva comisión de inspección era presidida por el comandante designado, el capitán de navío Martín Rivadavia, el teniente de navío Onofre Betbeder y los alférez de navío Diego C. García, Ismael Galíndez y Exequiel Guttero. Tras hacer varias modificaciones de último momento al casco, en julio de 1892 fue botado.
El 24 de noviembre Martín Rivadavia se hizo cargo del comando. El 24 de enero de 1893 se efectuaron las pruebas de máquinas y el 25 las de artillería. Tras embarcar al comodoro Howard, representante de la Armada Argentina en los festejos a celebrarse en Estados Unidos en conmemoración del Descubrimiento de América, dejó el río Tyne el 2 de abril de 1893 rumbo a Nueva York.
Tras un violento temporal de varios días arribó a las islas Azores el 9 de febrero y arribó a su destino el 17 de ese mes. El 25 de abril participó de la Revista Naval de 1893 en Hampton Roads, junto con la escuadra estadounidense al mando del contralmirante Gherardi, compuesta del crucero USS Philadelphia (buque insignia) y de los buques del primer escuadrón comandado por el contralmirante Benham, cruceros USS Newark, USS Atlanta, USS San Francisco y USS Baltimore y cañoneras USS Bancroft y USS Bennington, y los del segundo esccuadrón comandado por el contralmirante Walker, cruceros USS Chicago, USS Charleston, USS Vesuvius, cañoneras USS Yorktown y USS Concord y torpedera USS Cushing, los británicos HMS Blake (insignia), HMS Australia, HMS Magicienne, HMS Tartar y la cañonera Partridge, al mando del vicealmirante Hopkins, los cruceros rusos General Admiral, Dmitrii Donskoi y la corbeta de la clase Vitiaz Rynda, los cruceros franceses Jean Bart y Aréthuse y la cañonera Hussard, al mando del contralmirante Libran, los cruceros italianos Etna, Giovanni Bausan y Dogali, al mando del contralmirante Magnaghi, los cruceros españoles Infanta Isabel y Reina Regente y el torpedero Nueva España, los brasileños acorazado Aquidabã, crucero Tiradentes y República, los cruceros alemanes Kaiserin Augusta y Seeadler, el holandés Van Speyk y el nuevo crucero de tercera clase (corbeta escuela) mexicano Zaragoza.
El 28 de abril la dotación de desembarco del 9 de Julio al mando del teniente de fragata José Quiroga Furque cerró la participación argentina en los festejos desfilando en Nueva York. El 24 de mayo el 9 de Julio zarpó de regreso. En la isla Martinica auxilió al buque faro Samborombón y el 29 de junio fondeó frente a Punta Indio. No tuvo participación en la Revolución de 1893 y en diciembre pasó a dique seco en Montevideo.
En 1894 fue designado insignia de la 2° División, con el 25 de Mayo y el Patagonia. Tras la revista naval del 14 de octubre, el gobierno chino efectuó una oferta para adquirir el 9 de Julio, el 25 de Mayo y el Almirante Brown. La primera guerra sino-japonesa había estallado en agosto de ese año y el 17 de septiembre China había perdido el dominio del mar tras su derrota en la batalla del río Yalu (1894). Pese a que las condiciones eran en extremo generosas (a su valor agregaban un plus de £ 200.000 por los tres) el gobierno argentino desestimó la operación privilegiando tanto sus necesidades defensivas como su relación con el Imperio del Japón.
En marzo de 1895 asumió el mando el capitán de fragata Edelmiro Correa en agosto su segundo, el teniente de navío Onofre Betbeder, pasando nuevamente al dique Cibils en Montevideo. Reintegrado a la escuadra, en octubre se hizo cargo del mando el capitán de navío Atilio S. Barilari.
En septiembre de 1896 recibió en Río de Janeiro su pabellón, bordado por damas de esa ciudad. El 7 de abril de 1897 pasó al mando del capitán de fragata Eduardo O'Connor e integró la 1° División con el Buenos Aires, el 25 de Mayo y el Espora hasta octubre, cuando fue designado insignia de la División Instrucción, constituida por el 25 de Mayo, el Patria, el Libertad y el Almirante Brown.
En julio de 1898 asumió el mando el capitán de fragata Hipólito Oliva y en 1899 el capitán de fragata Gregorio Aguerriberry. Tras participar de maniobras en el Atlántico Sur que se extendieron hasta Ushuaia, en septiembre pasó a desarme en Río Santiago.
Integró la División Cruceros al mando sucesivo de los capitanes de fragata Lorenzo Irigaray (1900) y Hortensio Thwaites hasta que en 1902 se sumó a la 2° División de Mar en las maniobras navales del año. En mayo pasó a situación de reserva con armamento reducido en Río Santiago al mando del capitán de fragata Mariano Saracho.
El 10 de febrero de 1903 pasó a la nueva División Instrucción, manteniéndose en esa comisión y estacionario hasta 1905, al mando sucesivo de Saracho y los capitanes de fragata Manuel Lagos y Servando Cardoso. En septiembre de 1905 con armamento completo viajó a Brasil. El 29 de septiembre encalló en Bahía de Itá Pocoroya siendo auxiliado por el Independencia y el 1° de Mayo. En noviembre volvió al comando del buque el ahora capitán de navío Eduardo O'Connor, pasando a reparaciones.
En abril de 1906 asumió el mando el capitán de navío Gregorio Aguerriberry y en mayo el capitán de fragata Diógenes Aguirre, pasando en el mes de agosto a desarme. En 1907 fue designado comandante el capitán de fragata Protasio Lamas y en marzo el capitán de fragata Diego García, bajo cuyo comando operó en alta mar como buque escuela de Aprendices Artilleros llegando a Ushuaia.
Entre noviembre y febrero de 1908 permaneció al mando del capitán de fragata Guillermo Scott. Al mando del capitán de fragata Alfredo Malbrán fue asignado a la 2° División pero continuó operando como buque escuela, primero de artilleros hasta el 10 de julio en que pasó a medio armamento, y luego de Aprendices Maquinistas y Foguistas, nuevamente al mando del capitán de fragata Diego García.
A comienzos de 1909 pasó a armamento completo y al mando de Alfredo Malbrán participó de maniobras en alta mar con la 2° División hasta el 25 de mayo. El 22 de octubre al atracar embistió el muelle de Dársena Norte dañándose el espolón.
En agosto de 1909 asumió el comando el capitán de fragata Lorenzo Saborido y a su mando participó con su División de las maniobras efectuadas en el litoral patagónico durante el primer trimestre de 1910 y en los festejos del Centenario Argentino, pasando el 10 de junio a medio armamento.
Durante 1911 al mando del capitán de fragata Virgilio Moreno Vera cumplió misiones protocolares en Montevideo (agosto) y Río de Janeiro (noviembre).
Hasta noviembre de 1913 integró la 2° División con apostadero en el Río de la Plata al mando sucesivo de Moreno Vera (1912) y de los capitanes de fragata Ángel Elias (1913) y Juan Sancassanni (octubre de 1913), pasando luego a la División de Entrenamiento para adiestrar el personal destinado al nuevo acorazado Rivadavia.
En 1915 permaneció en reparaciones asignado a la 2° División hasta noviembre en que partió a Río de Janeiro para participar de las fiestas patrias de esa nación. En 1916 al mando del capitán de fragata Carlos Somosa efectuó un viaje de entrenamiento de los cadetes de la Escuela Naval. En marzo fue destinando a la División Entrenamiento con apostadero en Puerto Belgrano y en diciembre al mando del capitán de fragata Carlos M. Valladares zarpó al Atlántico Sur en misión de vigilancia ante la situación planteada por el estallido de la Primera Guerra Mundial.
Al mando sucesivo de Valladares y Julio Mendeville, en 1917 fue comisionado como buque auxiliar de la 1° División de la escuadra de mar, integrada por los acorazados Moreno y Rivadavia, partiendo el 28 de septiembre a Comodoro Rivadavia bajo el mando del capitán de fragata Gabriel Albarracín para participar de la represión de la huelga petrolera de ese año. En esa comisión capturó en Madryn a los vapores alemanes Namplia y Bahía Blanca, refugiados por temor a un ataque de las fuerzas inglesas que operaban en el Atlántico Sur.
Finalizado el conflicto, en noviembre asumió el mando en comisión el capitán de fragata Arturo Cueto y al mes siguiente como propietario el del mismo grado Luis Orlandini.
Durante 1918 permaneció en armamento completo al mando de Orlandini y del capitán de fragata Francisco de la Fuente (diciembre) participando de los ejercicios de la 1° División.
En 1919, integrando la 2° División, tuvo participación en los sucesos de la Semana Trágica, acordándle el gobierno una placa por su participación.
En 1920 permaneció al mando del capitán de fragata Enrique líate cumpliendo funciones de buque escuela y protocolares. El 21 de mayo de 1921 al mando del capitán de fragata Osvaldo Fernández se incorporó a las maniobras de la 2° División de la Escuadra de Mar.
En diciembre de 1922 fue afectado a la Escuela de Aviación Naval con apostadero en Puerto Belgrano. En julio de ese año fue enviado a Ushuaia en previsión de nuevos sucesos revolucionarios. En 1923 y 1924 permaneció al mando de los capitanes de fragata Tadeo Méndez y Juan G.Ezquerra.
Durante 1925 permaneció sin comando asignado a la escuela de Aviación Naval. Ese año pasó a desarme al mando del capitán de fragata Francisco de la Fuente. En octubre de 1926, surto en Río Santiago, pasó a servir sin comando militar como alojamiento de las Escuelas de Torpedos, de Electricidad y de Furrieles.
Manteniendo la misma comisión, en 1929 estuvo al mando del capitán de fragata Rodolfo Barilari y en 1930 bajo el comando del teniente de fragata José R. Blanch. El 23 de octubre de 1930 fue formalmente radiado del servicio y para 1938 del crucero 9 de Julio sólo quedaban el casco y la superestructura.
Trasladado a la Dársena "E" de Puerto Nuevo para su desguace por personal de la Fábrica Militar de Aceros, el 18 de agosto de 1938 cedieron algunas chapas del compartimiento de máquinas y el buque se hundió. En 1947 sus restos consiguieron ser reflotados y remolcados al dique seco de Dársena Norte para ser desguazados.